# Малая Арнаутская улица
Ма́лая Арнау́тская у́лица — улица в Приморском районе Одессы. Проходит от улицы Леонтовича (Белинского) до Старопортофранковской улицы.

## История
С 1899 по 1914 год улица носила название Суворовская, с 1924 по 1945 год — имя видного советского дипломата Вацлава Вацлавовича Воровского (1871—1923). В 1946 году улица получила название в честь советского маршала Родиона Малиновского (1898—1967), а в 1960 вновь была переименована в улицу Воровского.
В 1994 году улица получила нынешнее (первоначальное) название.

## Топоним
Арнауты — название албанцев турками. Ранее здесь находилось поселение православных албанцев, бежавших от исламизации. По преданию, на Большой Арнаутской якобы селились высокие албанцы, а на Малой — низкие.

## Улица в произведениях искусства
- Как говорил об улице Остап Бендер: «Вся контрабанда делается в Одессе на Малой Арнаутской улице».

## Здания на улице
- д. 9 — Здесь жил писатель и издатель Иегошуа Равницкий, впервые издавший произведения Х. Бялика. Впоследствии здесь жил и сам Х. Бялик;
- д. 15 — Здание построено в 1876 году. Примечательно, что оно упоминается в повести Валентина Катаева «Белеет парус одинокий»: «Переждёте в своей халабуде до вечера, а как только смеркнет, тихонько идите прямо по такому адресу… я тебе сейчас скажу, а ты хорошенько запоминай: Малая Арнаутская, номер пятнадцать»;
- д. 23 — Одесское общество инвалидов;
- д. 33 — здесь родился В. Жаботинский;
- д. 35 — Здание построено как Еврейская дешёвая кухня для бедных. Впоследствии здесь была Одесская иешива «Одесское высшее по еврейской науке учебное заведение „Ешибот“». Ныне в здании расположен детский сад[2];
- д. 40 — Здесь был кинотеатр «Шантеклер», в здании жил Осип (Остап) Шор (прообраз Остапа Бендера);
- д. 41 — Еврейское учебное заведение. Сейчас используется в иных целях;
- д. 45 — Доходный дом Булгака. Здесь жил раввин синагоги «Малбиш арумим» Зусь Аарон-Нахманов Фридман (1870—1936), праправнук Дов Бера[3];
- д. 46 — Дом С. Юшкевич. Здание построено в 1883 году (инженер Д. А. Корницкий), памятник архитектуры. Ныне в здании Ассоциация евреев бывших узников гетто и нацистских концлагерей;
- д. 46а — Здание построено для синагоги. После закрытия в 1930-е годы здесь была школа ДОСААФ;
- д. 48 — Дом Янкеля Ицковича Гасска. Ныне административное здание;
- д. 49 — Дом И. Рокко. Здание построено в 1848 году (архитектор Ф. К. Боффо);
- д. 54 — Гостиница «Чёрное море»;
- д. 55 — жил поэт А. Кручёных
- д. 58 — Дом В. Макри;
- д. 60 — Доходный дом Д. Котляревского. Здание построено в 1900 году (архитектор В. И. Шмидт);
- д. 65 — Центральный универмаг;
- д. 69 — Дом Дунаевских. Здание построено в 1852 году (инженер Д. И. Круг);
- д. 75 — Дом Герша Ландесмана. Здание построено в 1901 году;
- д. 87 — родился Игорь Шаферан[4];
- д. 111 — Музей Холокоста памяти жертв фашизма.